# Muldenhammer
Muldenhammer är en kommun i Vogtlandkreis i förbundslandet Sachsen i Tyskland. Kommunen har cirka 2 900 invånare.